# Кривоглаз, Михаил Александрович
Михаи́л Алекса́ндрович Кривогла́з (18 мая 1929, Киев — 30 июня 1988, Киев) — учёный физик-теоретик в области физики твёрдого тела, доктор физико-математических наук, профессор, член-корреспондент АН УССР. Лауреат Государственной премии УССР.

## Биография
Михаил Кривоглаз родился в 1929 году в Киеве в семье служащего. В 1941 г., когда отец был призван в армию, они с матерью были эвакуированы в село Богдановку Свердловского района — Чкаловская область. В 1944 г. возвратились в Киев. В 1945 г. окончил школу № 25 г. Киева. В этом же году Михаил Александрович поступил на физический факультет Киевского университета, который окончил в 1950 году. В университете был комиссаром группы и председателем физической секции НСО.
С ноября 1950 г. по август 1951 г. работал преподавателем физики в Киевском судостроительном техникуме.
В ноябре 1951 г. Кривоглаз М. А. был зачислен инженером в Лабораторию металлофизики, которая в 1955 г. была реорганизована в Институт металлофизики АН УССР. Именно с этим Институтом, была связана научная деятельность М. А. Кривоглаза на протяжении всей его жизни. Его учитель в теоретической физике — Соломон Пекар, советский физик-теоретик, академик АН УССР.
В 1954 г. Михаил Александрович защитил кандидатскую диссертацию. В марте 1955 г. его назначили младшим научным сотрудником, а с 4 мая 1959 г. — старшим научным сотрудником по специальности «физика металлов».
В 1962 г. Кривоглаз М. А. защитил докторскую диссертацию. Под его руководством в 1964 г. в Институте металлофики НАН Украины был создан Отдел теории неидеальных кристаллов, которым он руководил до 1988 г.
23 марта 1978 г. Кривоглаз М. А. избран член-корреспондентом НАН Украины по специальности теоретическая физика. Дважды (1978 и 1988 г.) Михаилу Александровичу Кривоглазу присуждалась Государственная премия УССР.
За цикл работ «Дифракция рентгеновских лучей, электронов и нейтронов в идеальных и реальных кристаллах» в 1986 г. ему была вручена Премия АН СССР им. Е. С. Федорова.
Михаил Александрович Кривоглаз скоропостижно скончался 30 июня 1988 года.

## Семья
- Отец — Кривоглаз Александр Абрамович[4] (1900—1965).
- Мать — Кривоглаз Анна Владимировна (1900—1983)
- Дядя — Кривоглаз, Борис Абрамович (1893—1978)
- Двоюродный брат — Осип Кривоглаз (2 июля 1918, Киев — 3 июля 2012, Киев) — архитектор и художник.

## Научно-организационная деятельность
- Был членом секции «Теория твердого тела» научного совета по проблеме «Физика твердого тела» АН СССР.
- Был членом координационного совета по «Физике твердого тела» АН УССР.
- Был членом редколлегии журналов «Физика металлов и металловедение», «Физика твердого тела» и международного журнала «Дефекты кристаллической решетки».
- В течение ряда лет руководил философским семинаром.

## Публикации
- Флуктуонные состояния электронов
- Однородное уширение бесфононных линий в примесных спектрах кристаллов и стекол (недоступная ссылка)
- Форма спектров примесного поглощения света и люминесценции в диэлектриках (недоступная ссылка)